# Інтернаціональний Рух Донбасу
Інтернаціональний Рух Донбасу — суспільно-політична організація сепаратистського спрямування на території України.

## Історія

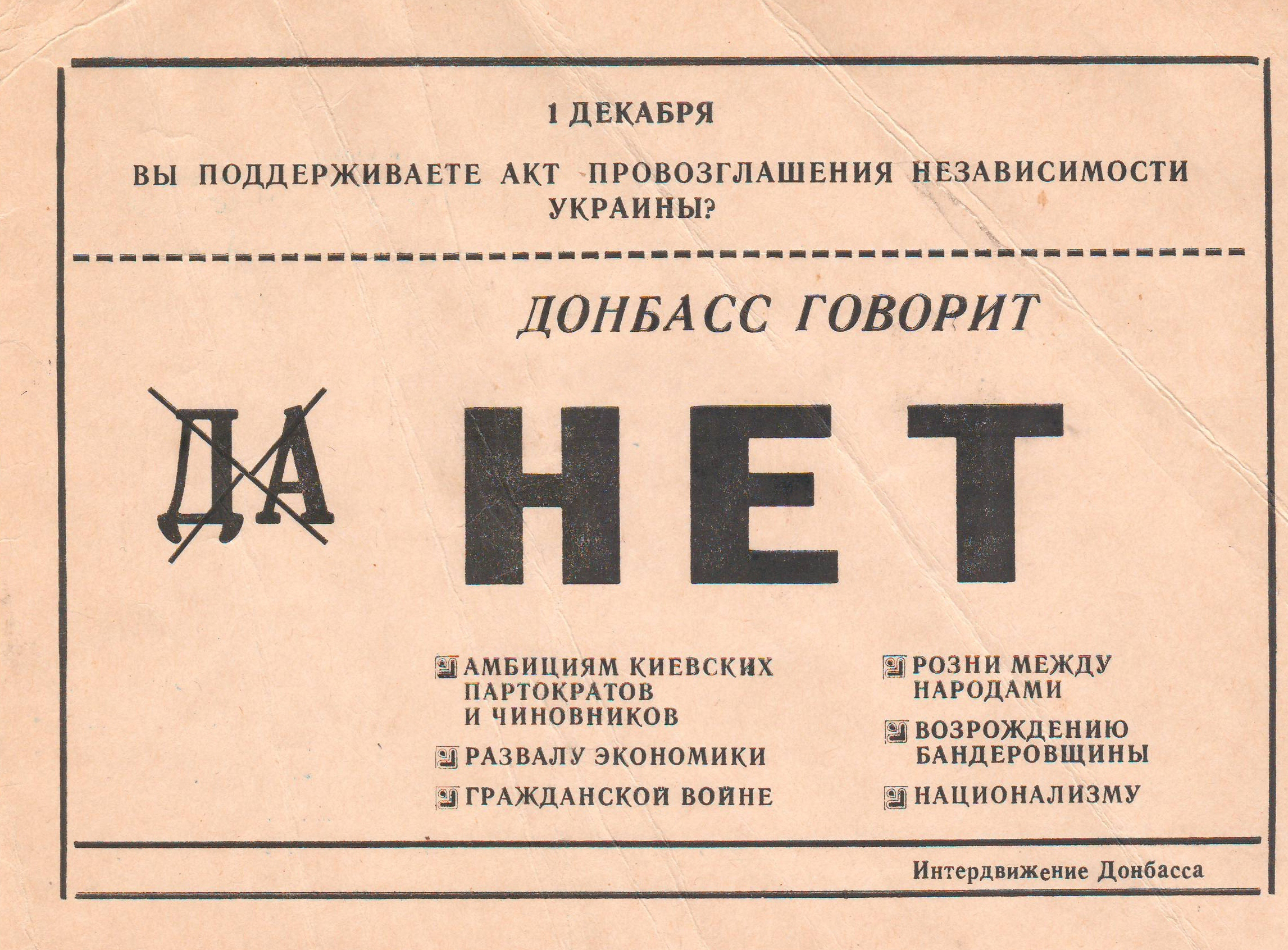
Підпільна листівка Iнтерруху Донбасу проти незалежності України, 1991 рiк

Інтернаціональний рух Донбасу був створений наприкінці існування СРСР за аналогією із створеними в прибалтійських радянських республіках подібним організаціям (Інтернаціональний рух трудящих Естонської РСР, Інтернаціональний рух трудящих Латвійської РСР) За інформацією колишнього генерала КДБ Калугіна такі рухи були створені КДБ СРСР на противагу новонароджуваним національним рухам, зокрема Народному фронту Естонії, Народному фронту Латвії, Народному руху України та ін. Однак на Донбасі, на відміну від прибалтійських республік, цей рух був малочисельним і підтримувався, переважно, маргіналами.
Ще через місяць, 18 листопада 1990 року, відбулася установча конференція, на якій юридично було оформлено створення організації, названої Інтернаціональний Рух Донбасу (ІРД). На установчій конференції ІРД були присутні близько сотні людей. Вони представляли кілька міст Донецької області. Крім представників обласного центру, приїхали делегати з Макіївки, Єнакієвого, Ясинуватої, Красного Лиману, та деяких інших місць. Напередодні конференції відбулася невелика дискусія з питання назви майбутньої організації: думки розділилися між прихильниками найменувань «Інтернаціональний Фронт Донбасу» і «Інтернаціональний Рух Донбасу». Зупинилися все ж на назві «Інтернаціональний Рух Донбасу». Тоді ж була обрана Центральна Рада ІРД, до якого увійшли Дмитро Корнілов, Віталій Заблоцький, Віталій Хомутов, Ольга Маринцова, Володимир Корнілов, Євген Маслов та Ігор Сичов. Незабаром визнаним лідером ІРД став Дмитро Корнілов, один з найвідоміших українофобських ідеологів Донбасу того часу. [неавторитетне джерело]
Дмитро Корнілов помер у січні 2002 року. На посаді голови ІРД його ще у 1995 р. змінив Сергій Чепик, активність ІРД поступово зійшла нанівець.
На початку 1990-х років одним із лідерів організації був Юрій Гримчак.

## Діяльність
До проголошення незалежності України одним з напрямків діяльності ІРД стала боротьба за збереження СРСР.

## Символіка
Цікаво відзначити, що міфічний прапор ДКР був створений ІРД. Саме соратники ІРД створили червоно-синьо-чорний триколор, додавши до прапора радянської України чорну смугу, що символізує вугілля Донбасу[джерело?]. Це була своєрідна відповідь донецьких сепаратистів на поширення синьо-жовтого та червоно-чорного прапорів прихильників відділення УРСР. Широка публіка вперше побачила прапор руху 8 жовтня 1991 на мітингу в обласному центрі.